# 5-й Кубанський козачий пластунський полк
5-й Кубанський козачий пластунський полк (рос. 5-й Кубанский казачий пластунский полк) — військове з'єднання колаборантів Вермахту періоду Другої світової війни, що складався з козаків.

## Історія
При відступі з Кубані німецьким командуванням було виділено козакам для поселення 180.000 гектарів в районі Барановичі, Новогрудок, Слонім, Єльня. Тут отаман Козачого Стану полковник Сергій Павлов сформував влітку 1944 з залишків козачих підрозділів кубанських і донських козаків нові 11 козачих пластунських полків з 1200 бійцями в кожному. Серед них заклали 5-й Кубанський козачий пластунський полк, що складався з трьох батальйонів. Командував полком військовий старшина Бондаренко. Полку належало забезпечити тили, комунікації групи армій «Центр». На початку 1944 частини Червоної армії досягли теренів Козачого Стану. 5-й Кубанський козачий пластунський полк взяв участь у боях на лівому березі Німану, де потрапив в оточення. З великими втратами йому вдалось вирватись завдяки контрнаступу частин Вермахту. Підрозділи Козачого Стану вивели з Білорусі в район Здунська Воля.
На час придушення Варшавського повстання 5-й пластунський полк складався з трьох батальйонів (1.500 бійців) та входив до 3-ї бригади групи похідного отамана. 1 вересня 1944 року 5-й Кубанський козачий пластунський полк перекинули до Варшави, де він брав участь у різні населення у дільниці Воля. Згодом полк перевели за 27 км від Варшави до Блоне для блокування повстанців від Кампіноської пущі. Наприкінці вересня Бондаренко і немало козаків полку були нагороджені Залізним Хрестом 2-о класу.
Наприкінці 1944 полк разом з іншими частинами Козачого Стану перекинули до північної Італії для боротьби з місцевими партизанами в районі Карнійських Альп та міст Толмеццо, Джемона, Озоппо. Тут козаки перейменовували містечка на станиці, частково депортуючи місцеве населення. Військові частини Козачого стану були реорганізовані у корпус похідного отамана з двох дивізій по віку, що підпорядковувались командуючому військами СС і поліції зони Адріатичного моря обергрупенфюреру СС О. Глобочнику. 5-й Кубанський козачий пластунський полк був реорганізований у 5-й пластунський полк 3-ї зведеної пластунської бригади (козаки старшого віку). Через капітуляцію німецьких військ в Італії з 30 квітня 1945 козачі підрозділи подались через Альпи до Тіролю. На початку травня у Лієнці козаки капітулювали перед британськими підрозділами і 28 травня були передані загонам СМЕРШ.